# Pěšec
Pěšec je jeden ze šachových kamenů. Každý hráč má na začátku hry osm pěšců, kteří tvoří jakousi zeď před všemi ostatními figurami (viz diagram 1). Vzhledem ke značně omezeným možnostech pohybu je pěšec nejslabší figurou na šachovnici. Na rozdíl od všech ostatních figur se může pěšec pohybovat vždy jen vpřed. Během partie se význam pěšců zvyšuje. Pokud se totiž pěšci podaří v průběhu hry dorazit až na poslední řadu, může se proměnit v jakoukoliv silnější figuru a rozhodnout partii.

## Tah pěšcem
- V základním postavení (diagram 1) může pěšec táhnout volitelně o jeden nebo dva kroky vpřed (diagram 2). Podmínkou je, že cílové pole i pole, přes které pěšec přechází, jsou prázdná.
- Pokud není pěšec v základním postavení, může se pohybovat vždy jen o jedno pole vpřed.
- Pěšec bere diagonálně (diagram 3). Je tak jedinou figurou, která provádí jiný tah při postupu a při braní soupeřovy figury.
- Pěšec se pohybuje jen vpřed. Je jedinou figurou, která se nemůže vrátit zpět na původní pole.

|   | a | b | c | d | e | f | g | h |   |
| 8 | a7 černý pěšec · b7 černý pěšec · c7 černý pěšec · d7 černý pěšec · e7 černý pěšec · f7 černý pěšec · g7 černý pěšec · h7 černý pěšec · a2 bílý pěšec · b2 bílý pěšec · c2 bílý pěšec · d2 bílý pěšec · e2 bílý pěšec · f2 bílý pěšec · g2 bílý pěšec · h2 bílý pěšec | a7 černý pěšec · b7 černý pěšec · c7 černý pěšec · d7 černý pěšec · e7 černý pěšec · f7 černý pěšec · g7 černý pěšec · h7 černý pěšec · a2 bílý pěšec · b2 bílý pěšec · c2 bílý pěšec · d2 bílý pěšec · e2 bílý pěšec · f2 bílý pěšec · g2 bílý pěšec · h2 bílý pěšec | a7 černý pěšec · b7 černý pěšec · c7 černý pěšec · d7 černý pěšec · e7 černý pěšec · f7 černý pěšec · g7 černý pěšec · h7 černý pěšec · a2 bílý pěšec · b2 bílý pěšec · c2 bílý pěšec · d2 bílý pěšec · e2 bílý pěšec · f2 bílý pěšec · g2 bílý pěšec · h2 bílý pěšec | a7 černý pěšec · b7 černý pěšec · c7 černý pěšec · d7 černý pěšec · e7 černý pěšec · f7 černý pěšec · g7 černý pěšec · h7 černý pěšec · a2 bílý pěšec · b2 bílý pěšec · c2 bílý pěšec · d2 bílý pěšec · e2 bílý pěšec · f2 bílý pěšec · g2 bílý pěšec · h2 bílý pěšec | a7 černý pěšec · b7 černý pěšec · c7 černý pěšec · d7 černý pěšec · e7 černý pěšec · f7 černý pěšec · g7 černý pěšec · h7 černý pěšec · a2 bílý pěšec · b2 bílý pěšec · c2 bílý pěšec · d2 bílý pěšec · e2 bílý pěšec · f2 bílý pěšec · g2 bílý pěšec · h2 bílý pěšec | a7 černý pěšec · b7 černý pěšec · c7 černý pěšec · d7 černý pěšec · e7 černý pěšec · f7 černý pěšec · g7 černý pěšec · h7 černý pěšec · a2 bílý pěšec · b2 bílý pěšec · c2 bílý pěšec · d2 bílý pěšec · e2 bílý pěšec · f2 bílý pěšec · g2 bílý pěšec · h2 bílý pěšec | a7 černý pěšec · b7 černý pěšec · c7 černý pěšec · d7 černý pěšec · e7 černý pěšec · f7 černý pěšec · g7 černý pěšec · h7 černý pěšec · a2 bílý pěšec · b2 bílý pěšec · c2 bílý pěšec · d2 bílý pěšec · e2 bílý pěšec · f2 bílý pěšec · g2 bílý pěšec · h2 bílý pěšec | a7 černý pěšec · b7 černý pěšec · c7 černý pěšec · d7 černý pěšec · e7 černý pěšec · f7 černý pěšec · g7 černý pěšec · h7 černý pěšec · a2 bílý pěšec · b2 bílý pěšec · c2 bílý pěšec · d2 bílý pěšec · e2 bílý pěšec · f2 bílý pěšec · g2 bílý pěšec · h2 bílý pěšec | 8 |
| 7 | a7 černý pěšec · b7 černý pěšec · c7 černý pěšec · d7 černý pěšec · e7 černý pěšec · f7 černý pěšec · g7 černý pěšec · h7 černý pěšec · a2 bílý pěšec · b2 bílý pěšec · c2 bílý pěšec · d2 bílý pěšec · e2 bílý pěšec · f2 bílý pěšec · g2 bílý pěšec · h2 bílý pěšec | a7 černý pěšec · b7 černý pěšec · c7 černý pěšec · d7 černý pěšec · e7 černý pěšec · f7 černý pěšec · g7 černý pěšec · h7 černý pěšec · a2 bílý pěšec · b2 bílý pěšec · c2 bílý pěšec · d2 bílý pěšec · e2 bílý pěšec · f2 bílý pěšec · g2 bílý pěšec · h2 bílý pěšec | a7 černý pěšec · b7 černý pěšec · c7 černý pěšec · d7 černý pěšec · e7 černý pěšec · f7 černý pěšec · g7 černý pěšec · h7 černý pěšec · a2 bílý pěšec · b2 bílý pěšec · c2 bílý pěšec · d2 bílý pěšec · e2 bílý pěšec · f2 bílý pěšec · g2 bílý pěšec · h2 bílý pěšec | a7 černý pěšec · b7 černý pěšec · c7 černý pěšec · d7 černý pěšec · e7 černý pěšec · f7 černý pěšec · g7 černý pěšec · h7 černý pěšec · a2 bílý pěšec · b2 bílý pěšec · c2 bílý pěšec · d2 bílý pěšec · e2 bílý pěšec · f2 bílý pěšec · g2 bílý pěšec · h2 bílý pěšec | a7 černý pěšec · b7 černý pěšec · c7 černý pěšec · d7 černý pěšec · e7 černý pěšec · f7 černý pěšec · g7 černý pěšec · h7 černý pěšec · a2 bílý pěšec · b2 bílý pěšec · c2 bílý pěšec · d2 bílý pěšec · e2 bílý pěšec · f2 bílý pěšec · g2 bílý pěšec · h2 bílý pěšec | a7 černý pěšec · b7 černý pěšec · c7 černý pěšec · d7 černý pěšec · e7 černý pěšec · f7 černý pěšec · g7 černý pěšec · h7 černý pěšec · a2 bílý pěšec · b2 bílý pěšec · c2 bílý pěšec · d2 bílý pěšec · e2 bílý pěšec · f2 bílý pěšec · g2 bílý pěšec · h2 bílý pěšec | a7 černý pěšec · b7 černý pěšec · c7 černý pěšec · d7 černý pěšec · e7 černý pěšec · f7 černý pěšec · g7 černý pěšec · h7 černý pěšec · a2 bílý pěšec · b2 bílý pěšec · c2 bílý pěšec · d2 bílý pěšec · e2 bílý pěšec · f2 bílý pěšec · g2 bílý pěšec · h2 bílý pěšec | a7 černý pěšec · b7 černý pěšec · c7 černý pěšec · d7 černý pěšec · e7 černý pěšec · f7 černý pěšec · g7 černý pěšec · h7 černý pěšec · a2 bílý pěšec · b2 bílý pěšec · c2 bílý pěšec · d2 bílý pěšec · e2 bílý pěšec · f2 bílý pěšec · g2 bílý pěšec · h2 bílý pěšec | 7 |
| 6 | a7 černý pěšec · b7 černý pěšec · c7 černý pěšec · d7 černý pěšec · e7 černý pěšec · f7 černý pěšec · g7 černý pěšec · h7 černý pěšec · a2 bílý pěšec · b2 bílý pěšec · c2 bílý pěšec · d2 bílý pěšec · e2 bílý pěšec · f2 bílý pěšec · g2 bílý pěšec · h2 bílý pěšec | a7 černý pěšec · b7 černý pěšec · c7 černý pěšec · d7 černý pěšec · e7 černý pěšec · f7 černý pěšec · g7 černý pěšec · h7 černý pěšec · a2 bílý pěšec · b2 bílý pěšec · c2 bílý pěšec · d2 bílý pěšec · e2 bílý pěšec · f2 bílý pěšec · g2 bílý pěšec · h2 bílý pěšec | a7 černý pěšec · b7 černý pěšec · c7 černý pěšec · d7 černý pěšec · e7 černý pěšec · f7 černý pěšec · g7 černý pěšec · h7 černý pěšec · a2 bílý pěšec · b2 bílý pěšec · c2 bílý pěšec · d2 bílý pěšec · e2 bílý pěšec · f2 bílý pěšec · g2 bílý pěšec · h2 bílý pěšec | a7 černý pěšec · b7 černý pěšec · c7 černý pěšec · d7 černý pěšec · e7 černý pěšec · f7 černý pěšec · g7 černý pěšec · h7 černý pěšec · a2 bílý pěšec · b2 bílý pěšec · c2 bílý pěšec · d2 bílý pěšec · e2 bílý pěšec · f2 bílý pěšec · g2 bílý pěšec · h2 bílý pěšec | a7 černý pěšec · b7 černý pěšec · c7 černý pěšec · d7 černý pěšec · e7 černý pěšec · f7 černý pěšec · g7 černý pěšec · h7 černý pěšec · a2 bílý pěšec · b2 bílý pěšec · c2 bílý pěšec · d2 bílý pěšec · e2 bílý pěšec · f2 bílý pěšec · g2 bílý pěšec · h2 bílý pěšec | a7 černý pěšec · b7 černý pěšec · c7 černý pěšec · d7 černý pěšec · e7 černý pěšec · f7 černý pěšec · g7 černý pěšec · h7 černý pěšec · a2 bílý pěšec · b2 bílý pěšec · c2 bílý pěšec · d2 bílý pěšec · e2 bílý pěšec · f2 bílý pěšec · g2 bílý pěšec · h2 bílý pěšec | a7 černý pěšec · b7 černý pěšec · c7 černý pěšec · d7 černý pěšec · e7 černý pěšec · f7 černý pěšec · g7 černý pěšec · h7 černý pěšec · a2 bílý pěšec · b2 bílý pěšec · c2 bílý pěšec · d2 bílý pěšec · e2 bílý pěšec · f2 bílý pěšec · g2 bílý pěšec · h2 bílý pěšec | a7 černý pěšec · b7 černý pěšec · c7 černý pěšec · d7 černý pěšec · e7 černý pěšec · f7 černý pěšec · g7 černý pěšec · h7 černý pěšec · a2 bílý pěšec · b2 bílý pěšec · c2 bílý pěšec · d2 bílý pěšec · e2 bílý pěšec · f2 bílý pěšec · g2 bílý pěšec · h2 bílý pěšec | 6 |
| 5 | a7 černý pěšec · b7 černý pěšec · c7 černý pěšec · d7 černý pěšec · e7 černý pěšec · f7 černý pěšec · g7 černý pěšec · h7 černý pěšec · a2 bílý pěšec · b2 bílý pěšec · c2 bílý pěšec · d2 bílý pěšec · e2 bílý pěšec · f2 bílý pěšec · g2 bílý pěšec · h2 bílý pěšec | a7 černý pěšec · b7 černý pěšec · c7 černý pěšec · d7 černý pěšec · e7 černý pěšec · f7 černý pěšec · g7 černý pěšec · h7 černý pěšec · a2 bílý pěšec · b2 bílý pěšec · c2 bílý pěšec · d2 bílý pěšec · e2 bílý pěšec · f2 bílý pěšec · g2 bílý pěšec · h2 bílý pěšec | a7 černý pěšec · b7 černý pěšec · c7 černý pěšec · d7 černý pěšec · e7 černý pěšec · f7 černý pěšec · g7 černý pěšec · h7 černý pěšec · a2 bílý pěšec · b2 bílý pěšec · c2 bílý pěšec · d2 bílý pěšec · e2 bílý pěšec · f2 bílý pěšec · g2 bílý pěšec · h2 bílý pěšec | a7 černý pěšec · b7 černý pěšec · c7 černý pěšec · d7 černý pěšec · e7 černý pěšec · f7 černý pěšec · g7 černý pěšec · h7 černý pěšec · a2 bílý pěšec · b2 bílý pěšec · c2 bílý pěšec · d2 bílý pěšec · e2 bílý pěšec · f2 bílý pěšec · g2 bílý pěšec · h2 bílý pěšec | a7 černý pěšec · b7 černý pěšec · c7 černý pěšec · d7 černý pěšec · e7 černý pěšec · f7 černý pěšec · g7 černý pěšec · h7 černý pěšec · a2 bílý pěšec · b2 bílý pěšec · c2 bílý pěšec · d2 bílý pěšec · e2 bílý pěšec · f2 bílý pěšec · g2 bílý pěšec · h2 bílý pěšec | a7 černý pěšec · b7 černý pěšec · c7 černý pěšec · d7 černý pěšec · e7 černý pěšec · f7 černý pěšec · g7 černý pěšec · h7 černý pěšec · a2 bílý pěšec · b2 bílý pěšec · c2 bílý pěšec · d2 bílý pěšec · e2 bílý pěšec · f2 bílý pěšec · g2 bílý pěšec · h2 bílý pěšec | a7 černý pěšec · b7 černý pěšec · c7 černý pěšec · d7 černý pěšec · e7 černý pěšec · f7 černý pěšec · g7 černý pěšec · h7 černý pěšec · a2 bílý pěšec · b2 bílý pěšec · c2 bílý pěšec · d2 bílý pěšec · e2 bílý pěšec · f2 bílý pěšec · g2 bílý pěšec · h2 bílý pěšec | a7 černý pěšec · b7 černý pěšec · c7 černý pěšec · d7 černý pěšec · e7 černý pěšec · f7 černý pěšec · g7 černý pěšec · h7 černý pěšec · a2 bílý pěšec · b2 bílý pěšec · c2 bílý pěšec · d2 bílý pěšec · e2 bílý pěšec · f2 bílý pěšec · g2 bílý pěšec · h2 bílý pěšec | 5 |
| 4 | a7 černý pěšec · b7 černý pěšec · c7 černý pěšec · d7 černý pěšec · e7 černý pěšec · f7 černý pěšec · g7 černý pěšec · h7 černý pěšec · a2 bílý pěšec · b2 bílý pěšec · c2 bílý pěšec · d2 bílý pěšec · e2 bílý pěšec · f2 bílý pěšec · g2 bílý pěšec · h2 bílý pěšec | a7 černý pěšec · b7 černý pěšec · c7 černý pěšec · d7 černý pěšec · e7 černý pěšec · f7 černý pěšec · g7 černý pěšec · h7 černý pěšec · a2 bílý pěšec · b2 bílý pěšec · c2 bílý pěšec · d2 bílý pěšec · e2 bílý pěšec · f2 bílý pěšec · g2 bílý pěšec · h2 bílý pěšec | a7 černý pěšec · b7 černý pěšec · c7 černý pěšec · d7 černý pěšec · e7 černý pěšec · f7 černý pěšec · g7 černý pěšec · h7 černý pěšec · a2 bílý pěšec · b2 bílý pěšec · c2 bílý pěšec · d2 bílý pěšec · e2 bílý pěšec · f2 bílý pěšec · g2 bílý pěšec · h2 bílý pěšec | a7 černý pěšec · b7 černý pěšec · c7 černý pěšec · d7 černý pěšec · e7 černý pěšec · f7 černý pěšec · g7 černý pěšec · h7 černý pěšec · a2 bílý pěšec · b2 bílý pěšec · c2 bílý pěšec · d2 bílý pěšec · e2 bílý pěšec · f2 bílý pěšec · g2 bílý pěšec · h2 bílý pěšec | a7 černý pěšec · b7 černý pěšec · c7 černý pěšec · d7 černý pěšec · e7 černý pěšec · f7 černý pěšec · g7 černý pěšec · h7 černý pěšec · a2 bílý pěšec · b2 bílý pěšec · c2 bílý pěšec · d2 bílý pěšec · e2 bílý pěšec · f2 bílý pěšec · g2 bílý pěšec · h2 bílý pěšec | a7 černý pěšec · b7 černý pěšec · c7 černý pěšec · d7 černý pěšec · e7 černý pěšec · f7 černý pěšec · g7 černý pěšec · h7 černý pěšec · a2 bílý pěšec · b2 bílý pěšec · c2 bílý pěšec · d2 bílý pěšec · e2 bílý pěšec · f2 bílý pěšec · g2 bílý pěšec · h2 bílý pěšec | a7 černý pěšec · b7 černý pěšec · c7 černý pěšec · d7 černý pěšec · e7 černý pěšec · f7 černý pěšec · g7 černý pěšec · h7 černý pěšec · a2 bílý pěšec · b2 bílý pěšec · c2 bílý pěšec · d2 bílý pěšec · e2 bílý pěšec · f2 bílý pěšec · g2 bílý pěšec · h2 bílý pěšec | a7 černý pěšec · b7 černý pěšec · c7 černý pěšec · d7 černý pěšec · e7 černý pěšec · f7 černý pěšec · g7 černý pěšec · h7 černý pěšec · a2 bílý pěšec · b2 bílý pěšec · c2 bílý pěšec · d2 bílý pěšec · e2 bílý pěšec · f2 bílý pěšec · g2 bílý pěšec · h2 bílý pěšec | 4 |
| 3 | a7 černý pěšec · b7 černý pěšec · c7 černý pěšec · d7 černý pěšec · e7 černý pěšec · f7 černý pěšec · g7 černý pěšec · h7 černý pěšec · a2 bílý pěšec · b2 bílý pěšec · c2 bílý pěšec · d2 bílý pěšec · e2 bílý pěšec · f2 bílý pěšec · g2 bílý pěšec · h2 bílý pěšec | a7 černý pěšec · b7 černý pěšec · c7 černý pěšec · d7 černý pěšec · e7 černý pěšec · f7 černý pěšec · g7 černý pěšec · h7 černý pěšec · a2 bílý pěšec · b2 bílý pěšec · c2 bílý pěšec · d2 bílý pěšec · e2 bílý pěšec · f2 bílý pěšec · g2 bílý pěšec · h2 bílý pěšec | a7 černý pěšec · b7 černý pěšec · c7 černý pěšec · d7 černý pěšec · e7 černý pěšec · f7 černý pěšec · g7 černý pěšec · h7 černý pěšec · a2 bílý pěšec · b2 bílý pěšec · c2 bílý pěšec · d2 bílý pěšec · e2 bílý pěšec · f2 bílý pěšec · g2 bílý pěšec · h2 bílý pěšec | a7 černý pěšec · b7 černý pěšec · c7 černý pěšec · d7 černý pěšec · e7 černý pěšec · f7 černý pěšec · g7 černý pěšec · h7 černý pěšec · a2 bílý pěšec · b2 bílý pěšec · c2 bílý pěšec · d2 bílý pěšec · e2 bílý pěšec · f2 bílý pěšec · g2 bílý pěšec · h2 bílý pěšec | a7 černý pěšec · b7 černý pěšec · c7 černý pěšec · d7 černý pěšec · e7 černý pěšec · f7 černý pěšec · g7 černý pěšec · h7 černý pěšec · a2 bílý pěšec · b2 bílý pěšec · c2 bílý pěšec · d2 bílý pěšec · e2 bílý pěšec · f2 bílý pěšec · g2 bílý pěšec · h2 bílý pěšec | a7 černý pěšec · b7 černý pěšec · c7 černý pěšec · d7 černý pěšec · e7 černý pěšec · f7 černý pěšec · g7 černý pěšec · h7 černý pěšec · a2 bílý pěšec · b2 bílý pěšec · c2 bílý pěšec · d2 bílý pěšec · e2 bílý pěšec · f2 bílý pěšec · g2 bílý pěšec · h2 bílý pěšec | a7 černý pěšec · b7 černý pěšec · c7 černý pěšec · d7 černý pěšec · e7 černý pěšec · f7 černý pěšec · g7 černý pěšec · h7 černý pěšec · a2 bílý pěšec · b2 bílý pěšec · c2 bílý pěšec · d2 bílý pěšec · e2 bílý pěšec · f2 bílý pěšec · g2 bílý pěšec · h2 bílý pěšec | a7 černý pěšec · b7 černý pěšec · c7 černý pěšec · d7 černý pěšec · e7 černý pěšec · f7 černý pěšec · g7 černý pěšec · h7 černý pěšec · a2 bílý pěšec · b2 bílý pěšec · c2 bílý pěšec · d2 bílý pěšec · e2 bílý pěšec · f2 bílý pěšec · g2 bílý pěšec · h2 bílý pěšec | 3 |
| 2 | a7 černý pěšec · b7 černý pěšec · c7 černý pěšec · d7 černý pěšec · e7 černý pěšec · f7 černý pěšec · g7 černý pěšec · h7 černý pěšec · a2 bílý pěšec · b2 bílý pěšec · c2 bílý pěšec · d2 bílý pěšec · e2 bílý pěšec · f2 bílý pěšec · g2 bílý pěšec · h2 bílý pěšec | a7 černý pěšec · b7 černý pěšec · c7 černý pěšec · d7 černý pěšec · e7 černý pěšec · f7 černý pěšec · g7 černý pěšec · h7 černý pěšec · a2 bílý pěšec · b2 bílý pěšec · c2 bílý pěšec · d2 bílý pěšec · e2 bílý pěšec · f2 bílý pěšec · g2 bílý pěšec · h2 bílý pěšec | a7 černý pěšec · b7 černý pěšec · c7 černý pěšec · d7 černý pěšec · e7 černý pěšec · f7 černý pěšec · g7 černý pěšec · h7 černý pěšec · a2 bílý pěšec · b2 bílý pěšec · c2 bílý pěšec · d2 bílý pěšec · e2 bílý pěšec · f2 bílý pěšec · g2 bílý pěšec · h2 bílý pěšec | a7 černý pěšec · b7 černý pěšec · c7 černý pěšec · d7 černý pěšec · e7 černý pěšec · f7 černý pěšec · g7 černý pěšec · h7 černý pěšec · a2 bílý pěšec · b2 bílý pěšec · c2 bílý pěšec · d2 bílý pěšec · e2 bílý pěšec · f2 bílý pěšec · g2 bílý pěšec · h2 bílý pěšec | a7 černý pěšec · b7 černý pěšec · c7 černý pěšec · d7 černý pěšec · e7 černý pěšec · f7 černý pěšec · g7 černý pěšec · h7 černý pěšec · a2 bílý pěšec · b2 bílý pěšec · c2 bílý pěšec · d2 bílý pěšec · e2 bílý pěšec · f2 bílý pěšec · g2 bílý pěšec · h2 bílý pěšec | a7 černý pěšec · b7 černý pěšec · c7 černý pěšec · d7 černý pěšec · e7 černý pěšec · f7 černý pěšec · g7 černý pěšec · h7 černý pěšec · a2 bílý pěšec · b2 bílý pěšec · c2 bílý pěšec · d2 bílý pěšec · e2 bílý pěšec · f2 bílý pěšec · g2 bílý pěšec · h2 bílý pěšec | a7 černý pěšec · b7 černý pěšec · c7 černý pěšec · d7 černý pěšec · e7 černý pěšec · f7 černý pěšec · g7 černý pěšec · h7 černý pěšec · a2 bílý pěšec · b2 bílý pěšec · c2 bílý pěšec · d2 bílý pěšec · e2 bílý pěšec · f2 bílý pěšec · g2 bílý pěšec · h2 bílý pěšec | a7 černý pěšec · b7 černý pěšec · c7 černý pěšec · d7 černý pěšec · e7 černý pěšec · f7 černý pěšec · g7 černý pěšec · h7 černý pěšec · a2 bílý pěšec · b2 bílý pěšec · c2 bílý pěšec · d2 bílý pěšec · e2 bílý pěšec · f2 bílý pěšec · g2 bílý pěšec · h2 bílý pěšec | 2 |
| 1 | a7 černý pěšec · b7 černý pěšec · c7 černý pěšec · d7 černý pěšec · e7 černý pěšec · f7 černý pěšec · g7 černý pěšec · h7 černý pěšec · a2 bílý pěšec · b2 bílý pěšec · c2 bílý pěšec · d2 bílý pěšec · e2 bílý pěšec · f2 bílý pěšec · g2 bílý pěšec · h2 bílý pěšec | a7 černý pěšec · b7 černý pěšec · c7 černý pěšec · d7 černý pěšec · e7 černý pěšec · f7 černý pěšec · g7 černý pěšec · h7 černý pěšec · a2 bílý pěšec · b2 bílý pěšec · c2 bílý pěšec · d2 bílý pěšec · e2 bílý pěšec · f2 bílý pěšec · g2 bílý pěšec · h2 bílý pěšec | a7 černý pěšec · b7 černý pěšec · c7 černý pěšec · d7 černý pěšec · e7 černý pěšec · f7 černý pěšec · g7 černý pěšec · h7 černý pěšec · a2 bílý pěšec · b2 bílý pěšec · c2 bílý pěšec · d2 bílý pěšec · e2 bílý pěšec · f2 bílý pěšec · g2 bílý pěšec · h2 bílý pěšec | a7 černý pěšec · b7 černý pěšec · c7 černý pěšec · d7 černý pěšec · e7 černý pěšec · f7 černý pěšec · g7 černý pěšec · h7 černý pěšec · a2 bílý pěšec · b2 bílý pěšec · c2 bílý pěšec · d2 bílý pěšec · e2 bílý pěšec · f2 bílý pěšec · g2 bílý pěšec · h2 bílý pěšec | a7 černý pěšec · b7 černý pěšec · c7 černý pěšec · d7 černý pěšec · e7 černý pěšec · f7 černý pěšec · g7 černý pěšec · h7 černý pěšec · a2 bílý pěšec · b2 bílý pěšec · c2 bílý pěšec · d2 bílý pěšec · e2 bílý pěšec · f2 bílý pěšec · g2 bílý pěšec · h2 bílý pěšec | a7 černý pěšec · b7 černý pěšec · c7 černý pěšec · d7 černý pěšec · e7 černý pěšec · f7 černý pěšec · g7 černý pěšec · h7 černý pěšec · a2 bílý pěšec · b2 bílý pěšec · c2 bílý pěšec · d2 bílý pěšec · e2 bílý pěšec · f2 bílý pěšec · g2 bílý pěšec · h2 bílý pěšec | a7 černý pěšec · b7 černý pěšec · c7 černý pěšec · d7 černý pěšec · e7 černý pěšec · f7 černý pěšec · g7 černý pěšec · h7 černý pěšec · a2 bílý pěšec · b2 bílý pěšec · c2 bílý pěšec · d2 bílý pěšec · e2 bílý pěšec · f2 bílý pěšec · g2 bílý pěšec · h2 bílý pěšec | a7 černý pěšec · b7 černý pěšec · c7 černý pěšec · d7 černý pěšec · e7 černý pěšec · f7 černý pěšec · g7 černý pěšec · h7 černý pěšec · a2 bílý pěšec · b2 bílý pěšec · c2 bílý pěšec · d2 bílý pěšec · e2 bílý pěšec · f2 bílý pěšec · g2 bílý pěšec · h2 bílý pěšec | 1 |
|   | a | b | c | d | e | f | g | h |   |

|   | a                                                                                   | b                                                                                   | c                                                                                   | d                                                                                   | e                                                                                   | f                                                                                   | g                                                                                   | h                                                                                   |   |
| 8 | c5 černý křížek · c4 bílý pěšec · e4 černý křížek · e3 černý křížek · e2 bílý pěšec | c5 černý křížek · c4 bílý pěšec · e4 černý křížek · e3 černý křížek · e2 bílý pěšec | c5 černý křížek · c4 bílý pěšec · e4 černý křížek · e3 černý křížek · e2 bílý pěšec | c5 černý křížek · c4 bílý pěšec · e4 černý křížek · e3 černý křížek · e2 bílý pěšec | c5 černý křížek · c4 bílý pěšec · e4 černý křížek · e3 černý křížek · e2 bílý pěšec | c5 černý křížek · c4 bílý pěšec · e4 černý křížek · e3 černý křížek · e2 bílý pěšec | c5 černý křížek · c4 bílý pěšec · e4 černý křížek · e3 černý křížek · e2 bílý pěšec | c5 černý křížek · c4 bílý pěšec · e4 černý křížek · e3 černý křížek · e2 bílý pěšec | 8 |
| 7 | c5 černý křížek · c4 bílý pěšec · e4 černý křížek · e3 černý křížek · e2 bílý pěšec | c5 černý křížek · c4 bílý pěšec · e4 černý křížek · e3 černý křížek · e2 bílý pěšec | c5 černý křížek · c4 bílý pěšec · e4 černý křížek · e3 černý křížek · e2 bílý pěšec | c5 černý křížek · c4 bílý pěšec · e4 černý křížek · e3 černý křížek · e2 bílý pěšec | c5 černý křížek · c4 bílý pěšec · e4 černý křížek · e3 černý křížek · e2 bílý pěšec | c5 černý křížek · c4 bílý pěšec · e4 černý křížek · e3 černý křížek · e2 bílý pěšec | c5 černý křížek · c4 bílý pěšec · e4 černý křížek · e3 černý křížek · e2 bílý pěšec | c5 černý křížek · c4 bílý pěšec · e4 černý křížek · e3 černý křížek · e2 bílý pěšec | 7 |
| 6 | c5 černý křížek · c4 bílý pěšec · e4 černý křížek · e3 černý křížek · e2 bílý pěšec | c5 černý křížek · c4 bílý pěšec · e4 černý křížek · e3 černý křížek · e2 bílý pěšec | c5 černý křížek · c4 bílý pěšec · e4 černý křížek · e3 černý křížek · e2 bílý pěšec | c5 černý křížek · c4 bílý pěšec · e4 černý křížek · e3 černý křížek · e2 bílý pěšec | c5 černý křížek · c4 bílý pěšec · e4 černý křížek · e3 černý křížek · e2 bílý pěšec | c5 černý křížek · c4 bílý pěšec · e4 černý křížek · e3 černý křížek · e2 bílý pěšec | c5 černý křížek · c4 bílý pěšec · e4 černý křížek · e3 černý křížek · e2 bílý pěšec | c5 černý křížek · c4 bílý pěšec · e4 černý křížek · e3 černý křížek · e2 bílý pěšec | 6 |
| 5 | c5 černý křížek · c4 bílý pěšec · e4 černý křížek · e3 černý křížek · e2 bílý pěšec | c5 černý křížek · c4 bílý pěšec · e4 černý křížek · e3 černý křížek · e2 bílý pěšec | c5 černý křížek · c4 bílý pěšec · e4 černý křížek · e3 černý křížek · e2 bílý pěšec | c5 černý křížek · c4 bílý pěšec · e4 černý křížek · e3 černý křížek · e2 bílý pěšec | c5 černý křížek · c4 bílý pěšec · e4 černý křížek · e3 černý křížek · e2 bílý pěšec | c5 černý křížek · c4 bílý pěšec · e4 černý křížek · e3 černý křížek · e2 bílý pěšec | c5 černý křížek · c4 bílý pěšec · e4 černý křížek · e3 černý křížek · e2 bílý pěšec | c5 černý křížek · c4 bílý pěšec · e4 černý křížek · e3 černý křížek · e2 bílý pěšec | 5 |
| 4 | c5 černý křížek · c4 bílý pěšec · e4 černý křížek · e3 černý křížek · e2 bílý pěšec | c5 černý křížek · c4 bílý pěšec · e4 černý křížek · e3 černý křížek · e2 bílý pěšec | c5 černý křížek · c4 bílý pěšec · e4 černý křížek · e3 černý křížek · e2 bílý pěšec | c5 černý křížek · c4 bílý pěšec · e4 černý křížek · e3 černý křížek · e2 bílý pěšec | c5 černý křížek · c4 bílý pěšec · e4 černý křížek · e3 černý křížek · e2 bílý pěšec | c5 černý křížek · c4 bílý pěšec · e4 černý křížek · e3 černý křížek · e2 bílý pěšec | c5 černý křížek · c4 bílý pěšec · e4 černý křížek · e3 černý křížek · e2 bílý pěšec | c5 černý křížek · c4 bílý pěšec · e4 černý křížek · e3 černý křížek · e2 bílý pěšec | 4 |
| 3 | c5 černý křížek · c4 bílý pěšec · e4 černý křížek · e3 černý křížek · e2 bílý pěšec | c5 černý křížek · c4 bílý pěšec · e4 černý křížek · e3 černý křížek · e2 bílý pěšec | c5 černý křížek · c4 bílý pěšec · e4 černý křížek · e3 černý křížek · e2 bílý pěšec | c5 černý křížek · c4 bílý pěšec · e4 černý křížek · e3 černý křížek · e2 bílý pěšec | c5 černý křížek · c4 bílý pěšec · e4 černý křížek · e3 černý křížek · e2 bílý pěšec | c5 černý křížek · c4 bílý pěšec · e4 černý křížek · e3 černý křížek · e2 bílý pěšec | c5 černý křížek · c4 bílý pěšec · e4 černý křížek · e3 černý křížek · e2 bílý pěšec | c5 černý křížek · c4 bílý pěšec · e4 černý křížek · e3 černý křížek · e2 bílý pěšec | 3 |
| 2 | c5 černý křížek · c4 bílý pěšec · e4 černý křížek · e3 černý křížek · e2 bílý pěšec | c5 černý křížek · c4 bílý pěšec · e4 černý křížek · e3 černý křížek · e2 bílý pěšec | c5 černý křížek · c4 bílý pěšec · e4 černý křížek · e3 černý křížek · e2 bílý pěšec | c5 černý křížek · c4 bílý pěšec · e4 černý křížek · e3 černý křížek · e2 bílý pěšec | c5 černý křížek · c4 bílý pěšec · e4 černý křížek · e3 černý křížek · e2 bílý pěšec | c5 černý křížek · c4 bílý pěšec · e4 černý křížek · e3 černý křížek · e2 bílý pěšec | c5 černý křížek · c4 bílý pěšec · e4 černý křížek · e3 černý křížek · e2 bílý pěšec | c5 černý křížek · c4 bílý pěšec · e4 černý křížek · e3 černý křížek · e2 bílý pěšec | 2 |
| 1 | c5 černý křížek · c4 bílý pěšec · e4 černý křížek · e3 černý křížek · e2 bílý pěšec | c5 černý křížek · c4 bílý pěšec · e4 černý křížek · e3 černý křížek · e2 bílý pěšec | c5 černý křížek · c4 bílý pěšec · e4 černý křížek · e3 černý křížek · e2 bílý pěšec | c5 černý křížek · c4 bílý pěšec · e4 černý křížek · e3 černý křížek · e2 bílý pěšec | c5 černý křížek · c4 bílý pěšec · e4 černý křížek · e3 černý křížek · e2 bílý pěšec | c5 černý křížek · c4 bílý pěšec · e4 černý křížek · e3 černý křížek · e2 bílý pěšec | c5 černý křížek · c4 bílý pěšec · e4 černý křížek · e3 černý křížek · e2 bílý pěšec | c5 černý křížek · c4 bílý pěšec · e4 černý křížek · e3 černý křížek · e2 bílý pěšec | 1 |
|   | a                                                                                   | b                                                                                   | c                                                                                   | d                                                                                   | e                                                                                   | f                                                                                   | g                                                                                   | h                                                                                   |   |

|   | a                                              | b                                              | c                                              | d                                              | e                                              | f                                              | g                                              | h                                              |   |
| 8 | c6 černý věž · e6 černý jezdec · d5 bílý pěšec | c6 černý věž · e6 černý jezdec · d5 bílý pěšec | c6 černý věž · e6 černý jezdec · d5 bílý pěšec | c6 černý věž · e6 černý jezdec · d5 bílý pěšec | c6 černý věž · e6 černý jezdec · d5 bílý pěšec | c6 černý věž · e6 černý jezdec · d5 bílý pěšec | c6 černý věž · e6 černý jezdec · d5 bílý pěšec | c6 černý věž · e6 černý jezdec · d5 bílý pěšec | 8 |
| 7 | c6 černý věž · e6 černý jezdec · d5 bílý pěšec | c6 černý věž · e6 černý jezdec · d5 bílý pěšec | c6 černý věž · e6 černý jezdec · d5 bílý pěšec | c6 černý věž · e6 černý jezdec · d5 bílý pěšec | c6 černý věž · e6 černý jezdec · d5 bílý pěšec | c6 černý věž · e6 černý jezdec · d5 bílý pěšec | c6 černý věž · e6 černý jezdec · d5 bílý pěšec | c6 černý věž · e6 černý jezdec · d5 bílý pěšec | 7 |
| 6 | c6 černý věž · e6 černý jezdec · d5 bílý pěšec | c6 černý věž · e6 černý jezdec · d5 bílý pěšec | c6 černý věž · e6 černý jezdec · d5 bílý pěšec | c6 černý věž · e6 černý jezdec · d5 bílý pěšec | c6 černý věž · e6 černý jezdec · d5 bílý pěšec | c6 černý věž · e6 černý jezdec · d5 bílý pěšec | c6 černý věž · e6 černý jezdec · d5 bílý pěšec | c6 černý věž · e6 černý jezdec · d5 bílý pěšec | 6 |
| 5 | c6 černý věž · e6 černý jezdec · d5 bílý pěšec | c6 černý věž · e6 černý jezdec · d5 bílý pěšec | c6 černý věž · e6 černý jezdec · d5 bílý pěšec | c6 černý věž · e6 černý jezdec · d5 bílý pěšec | c6 černý věž · e6 černý jezdec · d5 bílý pěšec | c6 černý věž · e6 černý jezdec · d5 bílý pěšec | c6 černý věž · e6 černý jezdec · d5 bílý pěšec | c6 černý věž · e6 černý jezdec · d5 bílý pěšec | 5 |
| 4 | c6 černý věž · e6 černý jezdec · d5 bílý pěšec | c6 černý věž · e6 černý jezdec · d5 bílý pěšec | c6 černý věž · e6 černý jezdec · d5 bílý pěšec | c6 černý věž · e6 černý jezdec · d5 bílý pěšec | c6 černý věž · e6 černý jezdec · d5 bílý pěšec | c6 černý věž · e6 černý jezdec · d5 bílý pěšec | c6 černý věž · e6 černý jezdec · d5 bílý pěšec | c6 černý věž · e6 černý jezdec · d5 bílý pěšec | 4 |
| 3 | c6 černý věž · e6 černý jezdec · d5 bílý pěšec | c6 černý věž · e6 černý jezdec · d5 bílý pěšec | c6 černý věž · e6 černý jezdec · d5 bílý pěšec | c6 černý věž · e6 černý jezdec · d5 bílý pěšec | c6 černý věž · e6 černý jezdec · d5 bílý pěšec | c6 černý věž · e6 černý jezdec · d5 bílý pěšec | c6 černý věž · e6 černý jezdec · d5 bílý pěšec | c6 černý věž · e6 černý jezdec · d5 bílý pěšec | 3 |
| 2 | c6 černý věž · e6 černý jezdec · d5 bílý pěšec | c6 černý věž · e6 černý jezdec · d5 bílý pěšec | c6 černý věž · e6 černý jezdec · d5 bílý pěšec | c6 černý věž · e6 černý jezdec · d5 bílý pěšec | c6 černý věž · e6 černý jezdec · d5 bílý pěšec | c6 černý věž · e6 černý jezdec · d5 bílý pěšec | c6 černý věž · e6 černý jezdec · d5 bílý pěšec | c6 černý věž · e6 černý jezdec · d5 bílý pěšec | 2 |
| 1 | c6 černý věž · e6 černý jezdec · d5 bílý pěšec | c6 černý věž · e6 černý jezdec · d5 bílý pěšec | c6 černý věž · e6 černý jezdec · d5 bílý pěšec | c6 černý věž · e6 černý jezdec · d5 bílý pěšec | c6 černý věž · e6 černý jezdec · d5 bílý pěšec | c6 černý věž · e6 černý jezdec · d5 bílý pěšec | c6 černý věž · e6 černý jezdec · d5 bílý pěšec | c6 černý věž · e6 černý jezdec · d5 bílý pěšec | 1 |
|   | a                                              | b                                              | c                                              | d                                              | e                                              | f                                              | g                                              | h                                              |   |

### Braní mimochodem – „En passant“
|   | a                                                | b                                                | c                                                | d                                                | e                                                | f                                                | g                                                | h                                                |   |
| 8 | c6 černý křížek · c5 černý pěšec · d5 bílý pěšec | c6 černý křížek · c5 černý pěšec · d5 bílý pěšec | c6 černý křížek · c5 černý pěšec · d5 bílý pěšec | c6 černý křížek · c5 černý pěšec · d5 bílý pěšec | c6 černý křížek · c5 černý pěšec · d5 bílý pěšec | c6 černý křížek · c5 černý pěšec · d5 bílý pěšec | c6 černý křížek · c5 černý pěšec · d5 bílý pěšec | c6 černý křížek · c5 černý pěšec · d5 bílý pěšec | 8 |
| 7 | c6 černý křížek · c5 černý pěšec · d5 bílý pěšec | c6 černý křížek · c5 černý pěšec · d5 bílý pěšec | c6 černý křížek · c5 černý pěšec · d5 bílý pěšec | c6 černý křížek · c5 černý pěšec · d5 bílý pěšec | c6 černý křížek · c5 černý pěšec · d5 bílý pěšec | c6 černý křížek · c5 černý pěšec · d5 bílý pěšec | c6 černý křížek · c5 černý pěšec · d5 bílý pěšec | c6 černý křížek · c5 černý pěšec · d5 bílý pěšec | 7 |
| 6 | c6 černý křížek · c5 černý pěšec · d5 bílý pěšec | c6 černý křížek · c5 černý pěšec · d5 bílý pěšec | c6 černý křížek · c5 černý pěšec · d5 bílý pěšec | c6 černý křížek · c5 černý pěšec · d5 bílý pěšec | c6 černý křížek · c5 černý pěšec · d5 bílý pěšec | c6 černý křížek · c5 černý pěšec · d5 bílý pěšec | c6 černý křížek · c5 černý pěšec · d5 bílý pěšec | c6 černý křížek · c5 černý pěšec · d5 bílý pěšec | 6 |
| 5 | c6 černý křížek · c5 černý pěšec · d5 bílý pěšec | c6 černý křížek · c5 černý pěšec · d5 bílý pěšec | c6 černý křížek · c5 černý pěšec · d5 bílý pěšec | c6 černý křížek · c5 černý pěšec · d5 bílý pěšec | c6 černý křížek · c5 černý pěšec · d5 bílý pěšec | c6 černý křížek · c5 černý pěšec · d5 bílý pěšec | c6 černý křížek · c5 černý pěšec · d5 bílý pěšec | c6 černý křížek · c5 černý pěšec · d5 bílý pěšec | 5 |
| 4 | c6 černý křížek · c5 černý pěšec · d5 bílý pěšec | c6 černý křížek · c5 černý pěšec · d5 bílý pěšec | c6 černý křížek · c5 černý pěšec · d5 bílý pěšec | c6 černý křížek · c5 černý pěšec · d5 bílý pěšec | c6 černý křížek · c5 černý pěšec · d5 bílý pěšec | c6 černý křížek · c5 černý pěšec · d5 bílý pěšec | c6 černý křížek · c5 černý pěšec · d5 bílý pěšec | c6 černý křížek · c5 černý pěšec · d5 bílý pěšec | 4 |
| 3 | c6 černý křížek · c5 černý pěšec · d5 bílý pěšec | c6 černý křížek · c5 černý pěšec · d5 bílý pěšec | c6 černý křížek · c5 černý pěšec · d5 bílý pěšec | c6 černý křížek · c5 černý pěšec · d5 bílý pěšec | c6 černý křížek · c5 černý pěšec · d5 bílý pěšec | c6 černý křížek · c5 černý pěšec · d5 bílý pěšec | c6 černý křížek · c5 černý pěšec · d5 bílý pěšec | c6 černý křížek · c5 černý pěšec · d5 bílý pěšec | 3 |
| 2 | c6 černý křížek · c5 černý pěšec · d5 bílý pěšec | c6 černý křížek · c5 černý pěšec · d5 bílý pěšec | c6 černý křížek · c5 černý pěšec · d5 bílý pěšec | c6 černý křížek · c5 černý pěšec · d5 bílý pěšec | c6 černý křížek · c5 černý pěšec · d5 bílý pěšec | c6 černý křížek · c5 černý pěšec · d5 bílý pěšec | c6 černý křížek · c5 černý pěšec · d5 bílý pěšec | c6 černý křížek · c5 černý pěšec · d5 bílý pěšec | 2 |
| 1 | c6 černý křížek · c5 černý pěšec · d5 bílý pěšec | c6 černý křížek · c5 černý pěšec · d5 bílý pěšec | c6 černý křížek · c5 černý pěšec · d5 bílý pěšec | c6 černý křížek · c5 černý pěšec · d5 bílý pěšec | c6 černý křížek · c5 černý pěšec · d5 bílý pěšec | c6 černý křížek · c5 černý pěšec · d5 bílý pěšec | c6 černý křížek · c5 černý pěšec · d5 bílý pěšec | c6 černý křížek · c5 černý pěšec · d5 bílý pěšec | 1 |
|   | a                                                | b                                                | c                                                | d                                                | e                                                | f                                                | g                                                | h                                                |   |

Zvláštní tah pěšce je tzv. braní mimochodem, neboli en passant. Viz diagram 4: Poté, co černý pěšec udělal ze svého základního postavení tah na c5 (tzn. postoupil o dvě pole vpřed a překročil tak pole c6), může bílý pěšec vkročit na pole c6 a černého pěšce vzít. Brát mimochodem však lze pouze v bezprostředně následujícím tahu. Pokud tohoto práva hráč nevyužije, nelze v dalších tazích černého pěšce tímto způsobem vzít. Braní mimochodem byla jedna z posledních důležitých změn v pravidlech evropského šachu, která proběhla někdy ve 14. až 15. století.

### Proměna pěšce
Když pěšec dojde až na poslední pole (u bílého 8., u černého 1. řada), může se proměnit v dámu, střelce, jezdce nebo věž stejné barvy. Pešec je odstraněn z šachovnice a na jeho místo se postaví figura, podle volby hráče. Tím okamžikem také figura hraje. To znamená, že pěšec po proměně může okamžitě dát šach nebo mat. Hráč si může zvolit figuru podle svého uvážení bez dalších podmínek, např. třetího jezdce nebo druhou dámu. V praxi to činí jisté potíže, protože hráči obvykle nemají v zásobě další sadu figur. V amatérském šachu se proto například namísto druhé dámy používá obrácená věž. Protože dáma je nejsilnější figurou, jen zřídkakdy bývá pěšec proměněn ve figuru jinou. Takovému případu se říká minoritní proměna. (Nutno dodat, ačkoli je to zde už více méně řečeno, že hráč nemusí zvolit ku proměně pouze ty figury, které již byly vyhozeny).

## Reprezentace v počítači
Ve znakové sadě Unicode je znak U+2659 pro bílého pěšce (♙) a znak U+265F pro černého pěšce (♟). Viz též článek Šachové symboly v Unicode.